# Jean Richardot (1540-1609)
Jean Grusset  dit Jean Richardot ou le président Richardot, né en 1540 à Champlitte et mort le 3 septembre 1609 à Arras, est un homme d'État et diplomate comtois au service des Habsbourg  d’Espagne, qui a occupé de hautes fonctions politiques dans les Pays-Bas espagnols, à Bruxelles.

## Jeunesse et formation
Jean Richardot appartient au réseau de familles de Franche-Comté qui ont des postes importants dans l'administration des Pays-Bas des Habsbourg sous le patronage d'Antoine Perrenot de Granvelle. Il naît à Champlitte en 1540, fils de Guillaume Grusset et de Marguerite Richardot. Son oncle maternel est François Richardot, confesseur de Marguerite de Parme, proche collaborateur de Granvelle à qui il a succédé comme évêque d'Arras. François Richardot supervise l'éducation de son neveu et l'introduit dans l'administration des Habsbourg. Jean Grusset adopte le nom de famille de son oncle.
Jean Grusset dit Richardot a deux frères : François Grusset, mort en 1587, prévôt de Champlitte, prieur de Morteau et chanoine de Besançon ; Berthold-Jean, conseiller-maître à la cour des comptes de Lille .
Après avoir fait ses humanités au Collège des Oratoriens fondé par les Granvelle à Besançon, Jean Richardot étudie le droit à l'université de Louvain, où il a entre autres professeurs Peter Peckius, dont il restera proche. Il poursuit ses études à Rome et à Padoue en 1564, et obtient son doctorat en droit à l'Université de Bologne en 1565.
Grâce à la protection d'Antoine de Granvelle, le roi d'Espagne Philippe II nomme Richardot conseiller au Grand conseil des Pays-Bas à Malines en 1568. Cette même année, en mai, Richardot épouse Anne de Bailliencourt, dit Courcol, qui descend d'une famille noble d'Artois.
Sept ans plus tard en 1575, il est promu au Conseil privé, l'un des trois Conseils Collatéraux, qui conseille le gouverneur général des Pays-Bas des Habsbourg, qui est alors Luis de Zúñiga y Requesens.
En 1576, dans la confusion qui suit la mort soudaine de Requesens à Bruxelles, Richardot prend contact avec la révolte des Pays-Bas du Nord et son chef Guillaume le Taciturne. Cela lui donne accès en 1578 auprès de l'archiduc Matthias auquel les États généraux des provinces rebelles avaient offert le poste de gouverneur général. Matthias l'envoie en Artois pour tenter d'empêcher l'Union d'Arras négociée par le nouveau gouverneur général nommé par Philippe II, Alexandre Farnèse. Richardot va en fait suivre l'exemple du comté d'Artois, du Cambrésis, du comté de Hainaut, de Douai, d'Orchies et de Lille et se rallier à Alexandre Farnese.
Un pamphlet anonyme, imprimé à Mons par Rutger Velpius en août ou septembre 1580 Le Renart découvert lui est attribué ; le « renart » désigne Guillaume le Taciturne, présenté comme un personnage rusé, responsable de la misère qui frappe les Pays-Bas,.

## Ascension vers le pouvoir, sous Alexandre Farnese
Alexandre Farnese, gouverneur des Pays-Bas à partir de 1578, ne tarde pas à reconnaître les talents de Richardot, confirme sa qualité de membre du Conseil privé en 1580 et le nomme président du Conseil d'Artois en 1581. L'une de ses premières réalisations a été de persuader les États d'Artois d'accepter le retour de l'Armée de Flandre espagnole.
Peu de temps après, Richardot est anobli par Philippe II (chevalier, par lettres patentes du 19 mai 1582) ; il acquiert les seigneuries de Barly, Ottignies, Peteghem, Gammerages, Aubers, Lewarde, Lembeek, Dottignies, Lassus, Tielt-ten-hove, Asper et Zingem. Le 26 février 1583, il est nommé conseiller du Conseil d'État, le plus haut des Conseils collatéraux.
Farnese emploie Richardot dans de nombreuses négociations auprès des villes de Flandre et de Brabant : Ypres, Bruges, Gand, Bruxelles et Anvers. Il est également le chef de la délégation qui rencontre les envoyés d'Élisabeth Ire reine d'Angleterre à Bourbourg en 1587, dans une tentative de mettre fin aux hostilités entre l'Angleterre et l'Espagne. Farnèse envoie Richardot deux fois à la cour de Madrid ; en 1583-1584, il est chargé d'obtenir davantage d'hommes et d'argent pour la guerre dans les Pays-Bas ; en 1589, il est envoyé pour justifier l'échec de Farnese de ses préparatifs de guerre contre l'Angleterre depuis les Pays-Bas, à la suite de l'anéantissement de la flotte espagnole, l'Invincible Armada en 1588.
La mort de Farnèse en décembre 1592 entraîne momentanément la disgrâce de Richardot. Pierre-Ernest Ier de Mansfeld, nouveau gouverneur des Pays-Bas espagnols, tente même sans succès de le retirer du Conseil d'Etat ; son successeur en 1595, Pedro Enríquez de Acevedo, comte de Fuentes, tout en lui étant hostile, reconnaît les capacités de Richardot.

## Chef-président du Conseil privé sous les archiducs
La carrière politique de Jean Richardot reprend après l'installation à Bruxelles en février 1596 de l'archiduc Albert d'Autriche comme nouveau gouverneur général. Le 15 mai 1597 il est nommé à la tête du Conseil privé. À partir de ce moment, Richardot est l'un des plus influents conseillers des Habsbourg des Pays-Bas et de ses souverains, l'archiduc Albert et à partir de 1598 son épouse l'infante Isabelle Claire Eugénie d'Autriche.
Il est partisan d'une pacification générale dans les Pays-Bas ; ses adversaires, en faveur de la poursuite de la guerre contre les Provinces-Unies et ses alliés anglais et français, l'attaquent souvent comme manquant de loyauté à la couronne espagnole. En dépit de cette opposition, la politique de Richardot va progressivement l'emporter. Victor Brant voit en lui un politique pragmatique : « La physionomie d’ensemble du Président Richardot est celle d’un lettré, d’un magistrat actif, d’un politique souple, d’un négociateur avisé, mais non celle d’un homme d’État de grande allure, à dessein précis, à principes réfléchis et
nets. ».
Jean Richardot est au centre des négociations, appuyé par l'audiencier du Conseil privé, Louis Verreycken. Entre février et mai 1598, les deux font équipe avec Jean-Baptiste II de Taxis dans les négociations menant à la Paix de Vervins entre Philippe II et Henri IV. Deux ans plus tard, c'est en revanche l'échec lors des discussions pour mettre un terme à la guerre entre Élisabeth Ire et Philippe III, qui ont lieu à Boulogne, interrompues pour des questions de préséance.

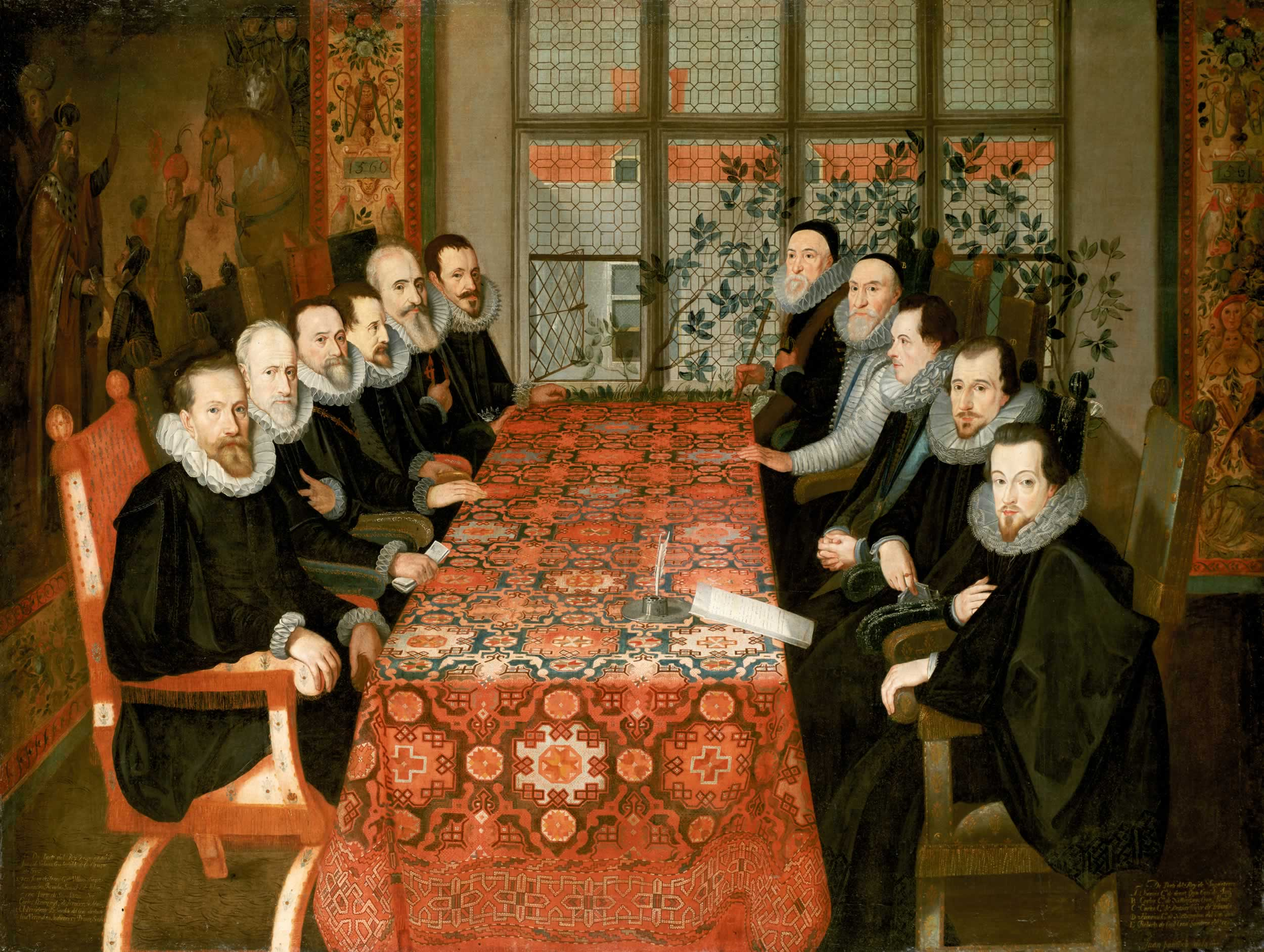
Conférence de Somerset House en 1604, tableau attribué à Juan Pantoja de la Cruz. Jean Richardot est assis à gauche, à la deuxième place, entre Louis Verreycken et Charles d'Arenberg.

L'arrivée au pouvoir en 1603 de Jacques Ier d'Angleterre présente une nouvelle occasion diplomatique. Richardot, Verreycken et Charles d'Arenberg participent, entre mai et août 1604, à la conférence à Somerset House, qui élabore le Traité de Londres de 1604.
Lors des discussions visant à conclure un traité de paix avec les Provinces-Unies protestantes, Ambrogio Spinola et Jean Richardot sont les négociateurs pour les Habsbourg à la conférence de La Haye de février à août 1608. L'espoir de parvenir à une paix définitive se heurte cependant à des questions irréconciliables de religion et le commerce. Avec la médiation de la France et de l'Angleterre, une trêve de douze ans réussit à être signée à Anvers en avril 1609.

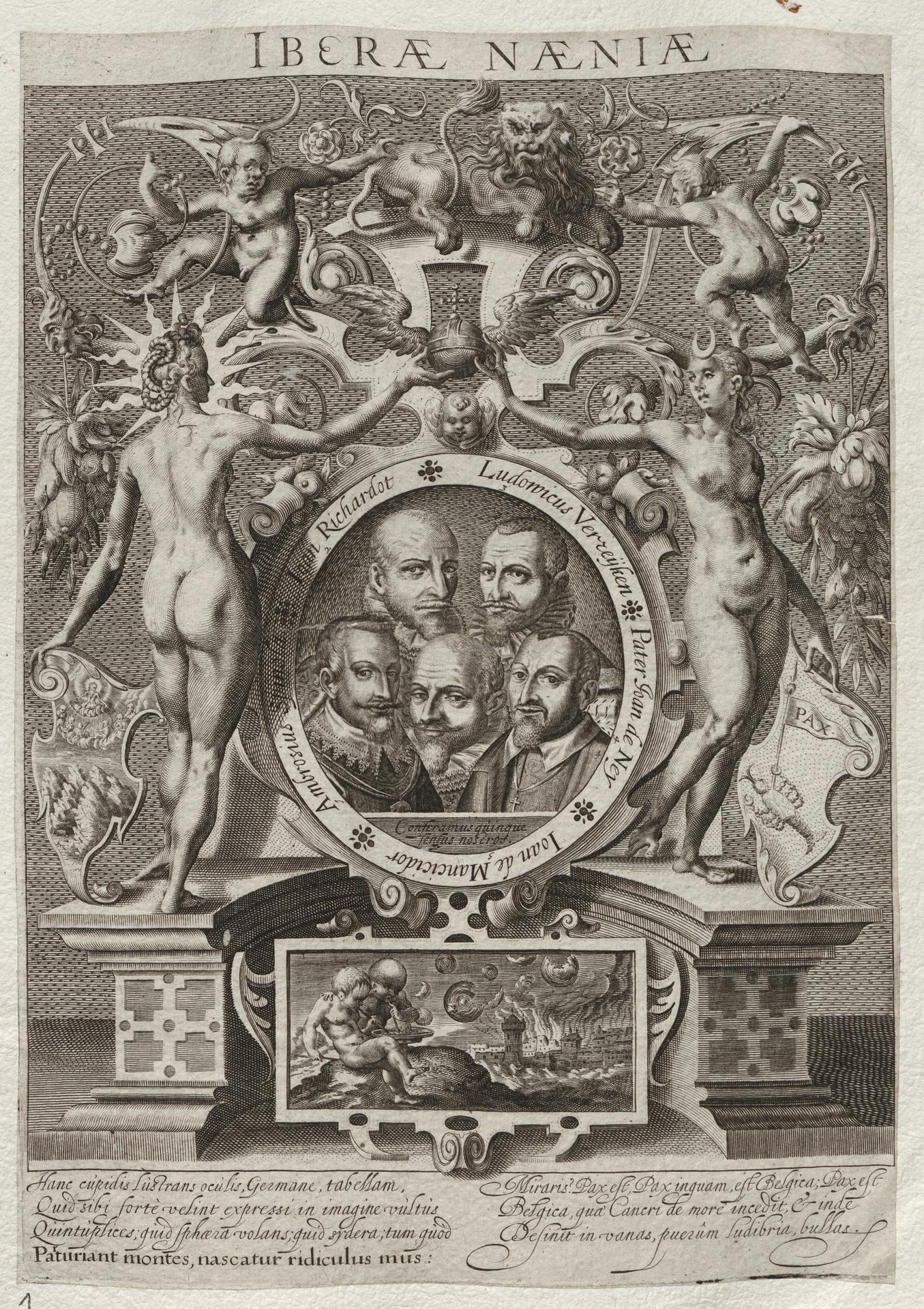
Jean Richardot avec les négociateurs de la Trêve de douze ans sur une gravure du XVIII

## Mort et descendance
Presque immédiatement après la conclusion de cette Trêve, les archiducs sont confrontés à la guerre de succession entre les duchés de Juliers, de Clèves et de Berg ; Henri IV et l'archiduc Albert sont profondément divisés sur la manière de faire face à la crise. Pour aggraver les choses, Henri II, prince de Condé choisit ce moment pour s'enfuir à Bruxelles avec son épouse, Charlotte Marguerite de Montmorency, espérant ainsi la soustraire aux attentions amoureuses du roi de France. Dans l'espoir d'éviter une guerre, Richardot se rend à la cour de France en août 1609 avec des instructions pour assurer Henry IV de la neutralité d'Albert dans les deux affaires. Pour mettre en scène son mécontentement, Henry IV reçoit la délégation à l'extérieur, obligeant le presque septuagénaire ministre à rester tête nue au soleil pendant plus d'une heure. Gravement atteint d'hyperthermie, Richardot meurt le 3 septembre 1609 sur le chemin du retour, dans la résidence de son fils Jean Richardot, évêque d'Arras. Il est enterré à Bruxelles dans la chapelle du Saint-Sacrement de la cathédrale Saints-Michel-et-Gudule.

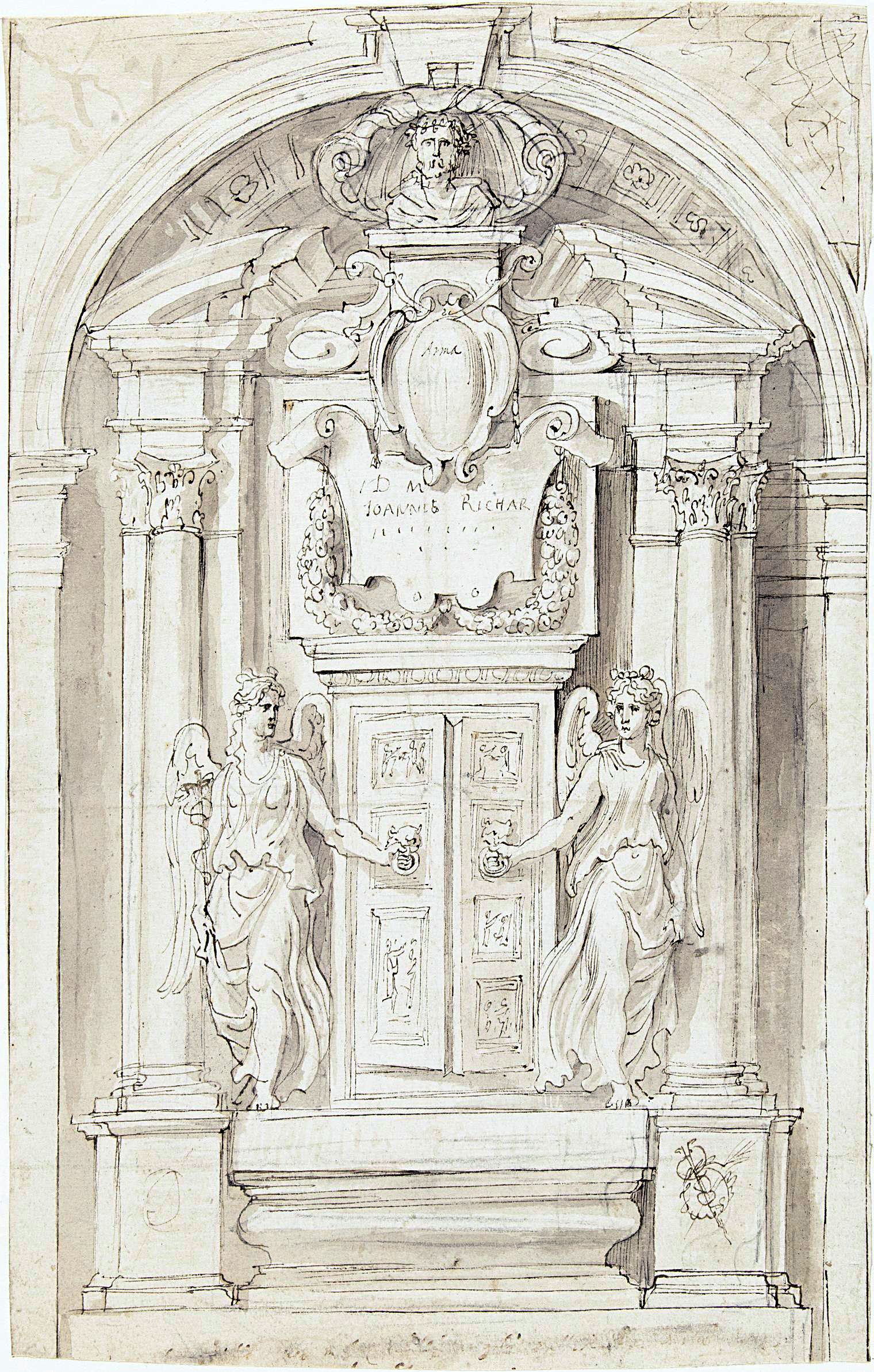
Rubens, dessin pour l'épitaphe de Jean Richardot, 1609, conservé au Rijksmuseum à Amsterdam.

Jean Richardot et sa femme Anne de Bailliencourt ont eu douze enfants, dont :
- Françoise, mariée à Conrard Schetz (1553-1632), seigneur d'Hingene, créé baron d'Hoboken en 1600, ambassadeur résident des archiducs en Angleterre de 1604 à 1609, à l'origine de la lignée des ducs d'Ursel.
- Jean Richardot, évêque d'Arras (1603-1609) et archevêque de Cambrai (1609-1614).
- François, lieutenant d'une compagnie de cavalerie, mort à la Bataille de Nieuport[Lequel ?].
- Pierre, abbé d'Echternach au Luxembourg (1607-1628).
- Jeanne, mariée en 1602 à Antoine de La Baume-Poupet, d'une famille de la noblesse comtoise.
- Guillaume Richardot (1579-1640), élève de Juste Lipse, seigneur de Lembeek, créé comte de Gammerages par Philippe IV, roi d'Espagne en 1623. Il avait épousé Anne de Rye, d'une famille de la noblesse bourguignonne (comtoise) (cf. Neublans > Branche de Rye) en 1610 ; ses fils seront titrés princes de Steenhuyse[1],[8].
- Antoine Richardot, qui a été également élève de Juste Lipse, capitaine d'une compagnie de cavalerie, mort de ses blessures après une rencontre à Rheinberg.

Un tableau conservé au musée du Louvre représentant un père et son fils, attribué anciennement à Rubens, a été considéré comme le portrait de Jean Richardot et de l'un de ses fils ; il a été réattribué à Van Dyck et daté du premier quart du XVIIe siècle dans la première période anversoise de l'artiste ; il représenterait sans certitude Guillaume Richardot et l'un de ses fils.